# سندرو رامیرز
سندرو رامیرز کاستیو (اسپانیایی: Sandro Ramírez Castillo‎؛ زادهٔ ۹ ژوئیهٔ ۱۹۹۵) بازیکن فوتبال اهل اسپانیا است.